# (70712) Danieljoanna
(70712) Danieljoanna est un astéroïde de la ceinture principale.

## Description
(70712) Danieljoanna est un astéroïde de la ceinture principale. Il fut découvert le 31 octobre 1999 aux Monts Santa Catalina par le projet CSS. Il présente une orbite caractérisée par un demi-grand axe de 2,65 UA, une excentricité de 0,19 et une inclinaison de 12,1° par rapport à l'écliptique.

## Compléments